# Zulema Katz
Zulema Katz fue una actriz argentina nacida el 27 de abril de 1931 en Santa Fe, Argentina y fallecida el 10 de agosto de 1994 en Madrid, España.

## Biografía y trayectoria artística
Actriz de teatro, cine y televisión argentina estuvo casada con el director David Stivel, padre de su hijo Alejo Stivel, y con el poeta y militante político Francisco Urondo.
Debutó en televisión en 1964 en El amor tiene cara de mujer y en La Nena, su último trabajo fue en 1982 en Laberinto de pasiones.
En teatro hizo Romance de lobos de Ramón del Valle Inclán junto a Alfredo Alcón, Milagros de la Vega y Hedy Crilla en el Teatro San Martín de Buenos Aires en 1970.
Participó en filmes como Pajarito Gómez, Operación Masacre, Juguemos en el mundo, La Raulito y Los gauchos judíos.
En 1976 debió exiliarse en España huyendo con su hijo de la dictadura militar que gobernaba la Argentina.
En Madrid se convirtió en una respetada directora y maestra de actores. 
Regresó en 1984 protagonizando Mater de Vicente Zito Lema dirigida por Cristina Banegas estrenada en el Teatro Olimpia de Buenos Aires.
Murió de cáncer después de varios años de padecer la dolencia.

## Filmografía
- La Raulito  (1975)
- Los gauchos judíos  (1974)
- Operación Masacre  (1972) ...Florinda
- Juguemos en el mundo  (1971)
- Pajarito Gómez, una vida feliz  (1965)
- Así o de otra manera  (1964)